# 土居坂崎
土居 坂崎(どい さかざき)は、日本の漫画家。主に青年誌等で作品を執筆している。tenklaに作風が似ているという説が散見される。他作品をモチーフとして取り入れたギャグを入れる等、独特の作風である。

## 作品リスト

### 単行本
- ボインボン 幻冬舎  2005年9月 発行　ISBN 9784344806290
- ナカダシャー 幻冬舎  2006年11月 発行　ISBN 9784344808676
- ハイテンション キルタイムコミュニケーション  2008年05月 発行　ISBN 9784860325824
- フールガール コアマガジン  2010年06月 発行　ISBN 9784862528773

### 単行本未収録
- 鬱勃と映えぬ利器(COMIC桃姫 2002年6月号 Vol.20、2002年)
- beggers(COMIC桃姫 2003年2月号 Vol.28、2003年)
- C(See)(COMIC桃姫 2003年8月号 Vol.34、2003年)
- LET GO(COMIC桃姫 2003年10月号 Vol.36、2003年)
- 超ニセもん(COMIC快楽天BEAST 2005年8月号 Vol.3 掲載、2005年)
- どっかの学園顛末記(COMIC快楽天BEAST 2005年10月号 Vol.4 掲載、2005年)
- エロ絵戦士アラン(COMIC快楽天BEAST 2005年12月号 Vol.5 掲載、2005年)
- エロ絵戦士アラン2(COMIC快楽天BEAST 2006年2月号 Vol.6 掲載、2006年)
- エロ絵戦士アラン3(COMIC快楽天BEAST 2006年4月号 Vol.7 掲載、2006年)
- カイザー物語<前編>(COMIC快楽天BEAST 2006年7月号 Vol.9 掲載、2006年)
- カイザー物語<後編>(COMIC快楽天BEAST 2006年8月号 Vol.10 掲載、2006年)
- エロ絵戦士ダグラス～最後の戦い～(COMIC快楽天BEAST 2007年2月号 掲載、2007年)
- ポトボる! (ヤングチャンピオン烈Vol.6掲載、2007年)
- むりやり種付ける(COMIC モエマックス2007年6月号、2007年)
- 忍者バッドトリップん(COMIC快楽天BEAST 2007年7月号 掲載、2007年)
- 放課後ぽんこつアワー(COMIC モエマックス2007年9月号、2007年)
- 不健康水泳部(COMIC モエマックス2007年12月号、2007年)
- ANMA(COMIC モエマックス2008年3月号掲載、2008年）
- ボイン探偵 vs 怪盗三面相(ヤングチャンピオン烈Vol.11掲載、2008年)
- エクストリーム道場(COMIC モエマックス2008年6月号掲載、2008年)
- Bathtub crawler(COMIC モエマックス2008年8月号掲載、2008年）
- ネタがギリギリレヴォリューション(COMIC モエマックス2008年12月号掲載、2008年）
- 北村さんのバツゲーム(comic モエマックスJr.Vol.1掲載、2009年)
- フタナ寮の二人(コミックアンリアルアンソロジー　ふたなりっ娘ファンタジア 掲載、2010年)
- 俺が妹に中出しされるわけがない(コミックアンリアルアンソロジー　ふたなりっ娘ファンタジアⅡ 掲載、2011年)
- ARメガネをハックして会長にオシオキしちゃおう! (コミックアンリアルVol.38掲載、2012年）